# Ире
Ире (на словенски: Irje) е село в Словения, Савински регион, община Рогашка Слатина. Според Националната статистическа служба на Република Словения през 2002 г. селото има 295 жители.